# Zelotes lichenyensis
Zelotes lichenyensis FitzPatrick, 2007 è un ragno appartenente alla famiglia Gnaphosidae.

## Etimologia
Il nome della specie deriva dalla località malawese di rinvenimento degli esemplari: il Lichenya Plateau e dal suffisso latino -ensis che ne indica l'appartenenza.

## Caratteristiche
Questa specie non è stata attribuita a nessun gruppo: si distingue dalle altre per la piastra dell'epigino che è arrotondata lateralmente e ai margini posteriori e i dotti mediani sono anteriormente rigonfi a forma di bulbo.
L'olotipo femminile rinvenuto ha lunghezza totale è di 6,66mm; la lunghezza del cefalotorace è di 2,92mm; e la larghezza è di 1,83mm.

## Distribuzione
La specie è stata reperita nel Malawi meridionale: l'olotipo femminile è stato rinvenuto all'interno del Lichenya Plateau, poco distante dal monte Mulanje, appartenente al distretto omonimo.

## Tassonomia
Al 2016 non sono note sottospecie e dal 2007 non sono stati esaminati nuovi esemplari.